# Carlo Giuseppe Giovan Battista Tana
Carlo Giuseppe Giovan Battista Tana, indicato anche come Carlo Giambattista Tana (Torino, 1649 – Torino, 22 dicembre 1713), è stato un nobile, diplomatico e scrittore italiano.

## Biografia

Stemma della famiglia Tana

Discendente da famiglia di alta nobiltà feudale, fu ambasciatore a Madrid e Lisbona (1675-1676).
Al ritorno in patria ebbe numerosi incarichi amministrativi e militari.
Fu fedele al duca Vittorio Amedeo II di Savoia dal quale ricevette ricchezze ed onorificenze.
Nell'ambito letterario il Tana è noto per la commedia, in parte in lingua piemontese e parte in italiano 'Ël Cont Piolet, rappresentata a corte, edita postuma nel 1784.
È un'opera buffa, che ha come trama la caricatura di un nobile il conte Pioletto. In anni più recenti l'opera è stata pubblicata dall'editore Einaudi.  